# Homophron
Genre
Homophron est un genre de champignons basidiomycètes de la famille des Psathyrellaceae, proposé en 2015 par les mycologues suédois Leif Örstadius et Ellen Larsson pour accueillir une partie des espèces de Psathyrella de la section Homophron/Spadiceae (basé sur le nom créé en 1883 par le mycologue suisse Max Britzelmayr, alors sous-genre d'Agaricus).
Caractérisé par l’absence de voile et ses pleurocystides à paroi épaissie et cristallifères, il accueille la Psathyrelle couleur de datte, c’est-à-dire l’ancien « Psathyrella » spadicea (synonymisé à P.  variata et (?) à P. sarcocephala), confirme son isolement en compagnie de P. cernua (Homophron cernuum).
L'espèce type du genre est Homophron spadiceum.

## Liste des espèces
D'après Index Fungorum, ce genre comprendrait les espèces suivantes :
- Homophron camptopodum (Sacc.) Örstadius & E. Larss 2015 ;
- Homophron cernuum (Vahl) Örstadius & E. Larss 2015 ;
- Homophron spadiceum (P. Kumm.) Örstadius & E. Larss. 2015.